# مكافأة العلة
مكافأة العلة هي صفقة تعرضها الكثير من المواقع والبرامج الحاسوبية يحصل من خلالها الأفراد على مكافآت وتقديرات لتبليغهم عن العلل البرمجية، وخاصة العلل التي تمكن من اختراق أو كشف ضعف النظام المستهدف. هذه الصفقات تمكن المطورين من اكتشاف وحل العلل قبل معرفة العموم بها، مما يساعد في تجنب إساءة استغلالها. صفقات مكافأة العلة تديرها العديد من الشركات، من بينها:
فيسبوك
غوغل
ياهو!
وغيرهم.

## تاريخ
يرجع تاريخ مكافآت العلل إلى عهد نتسكيب  في أوائل 1996، حيث ألهم غاريت ريدلينغافر الفكرة وقام بتسميتها «مكافأة العلة» أثناء عمله كمهندسة دعم تقني في الشركة.
لقد لاحظ وجود كثير من عشاق برامج الشركة، وخاصة المتصفح نتسكيب الذي تطور الآن إلى المتصفح الشهير فايرفوكس، وبعد البحث اكتشف أن الكثير منهم هم في الواقع مهندسو برمجيات يقومون بإصلاح علل البرنامج بمجهودهم الفردي ويقومون بنشر الإصلاحات على منتديات الشركة.
رأى ريدلينغافر أن الشركة يجب أن تخصص مزيدا من الموارد لمثل هؤلاء المساهمين، ثم قام بكتابة المقترح وعرضه على الرؤساء التنفيذيين للشركة، وبعد الموافقة عليه، تم منحه 50 ألف دولار كميزانية مبدئية للمشروع، وكانت تلك بداية برنامج مكافأة علة الرسمي في سنة 1995.
لقي المشروع نجاحا كبيرا، وقد تم ذكره في كثير من الكتب التي تتحدث عن نجاح الشركة، وكثير من الشركات (مثل غوغل) تشير إلى mozilla.org في برامج مكافآت العلل الخاصة بها.

## حوادث

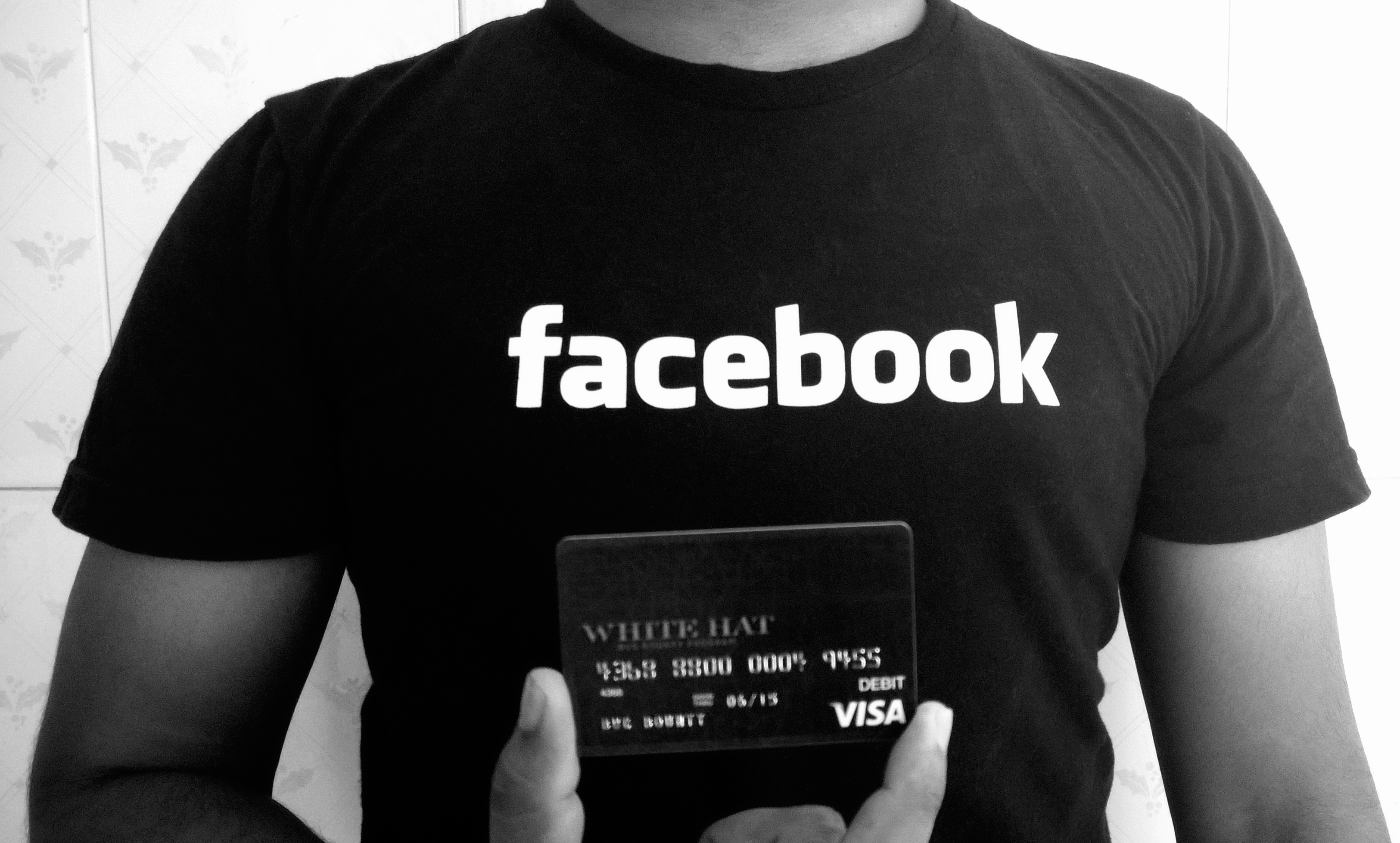
بطاقة المدين فيسبوك «قبعة بيضاء» تعطى للباحثين المبلغيين عن الثغرات.

في أغسطس 2013، قام تلميذ علوم الحاسب خليل شريتح،  من فلسطين، باستغلال ثغرة قام باكتشافها لكتابة رسالة على صفحة منشئ موقع فيسبوك مارك زوكربيرغ. يقول خليل انه حاول التبليغ عن العلة بواسط برنامج مكافأة العلة الخاص بفيسبوك، إلى أن التبليغ الغير الدقيق كان سببا في قيام فريق البرنامج بتصنيف التبليغ على أنه ليس بعلة. بعد الاختراق، رفض فيسبوك مكافأة خليل بحجة أن الاختراق مخالف لسياسة فيسبوك، والتي تنص على أنه يمنع على الباحثين المساس ببيانات مستخدمي فيسبوك أو التجريب عليهم أثناء البحث.
فيسبوك يقوم بالدفع للباحثين الذين يبلغون عن العلل بإعطائهم بطاقات مدين معنونة «قبعة بيضاء»، ويتم تعبئتها في كل مرة يبلغ الباحث عن ثغرة أمنية أو علة.
تعد الهند ثاني أكبر بلد لصائدي العلل في العالم، وتحتل المرتبة الأولى في برنامج فيسبوك لمكافآت العلل المقبولة.
«الباحثون من روسيا حصلوا على أعلى مكافئة على كل علة سنة 2013، حيث حصلوا على معدل 3961 دولارا لـ 38 علة. الهند ساهمة بالتبليغ عن 136 علة مقبولة، بمعدل 1356 دولار للعلة. الولايات المتحدة الأمريكية بلغت عن 92 مشكلة بمعدل 2272 دولارا للعلة. والبرازيل والمملكة المتحدة حلتا في المرتبتين الثالث والرابعة.» حسب فيسبوك.